# Département Aisne
Das Département de l’Aisne [ɛn] ist das französische Département mit der Ordnungsnummer 02. Es liegt im Norden des Landes in der Region Hauts-de-France und ist nach dem Fluss Aisne benannt.

## Geographie

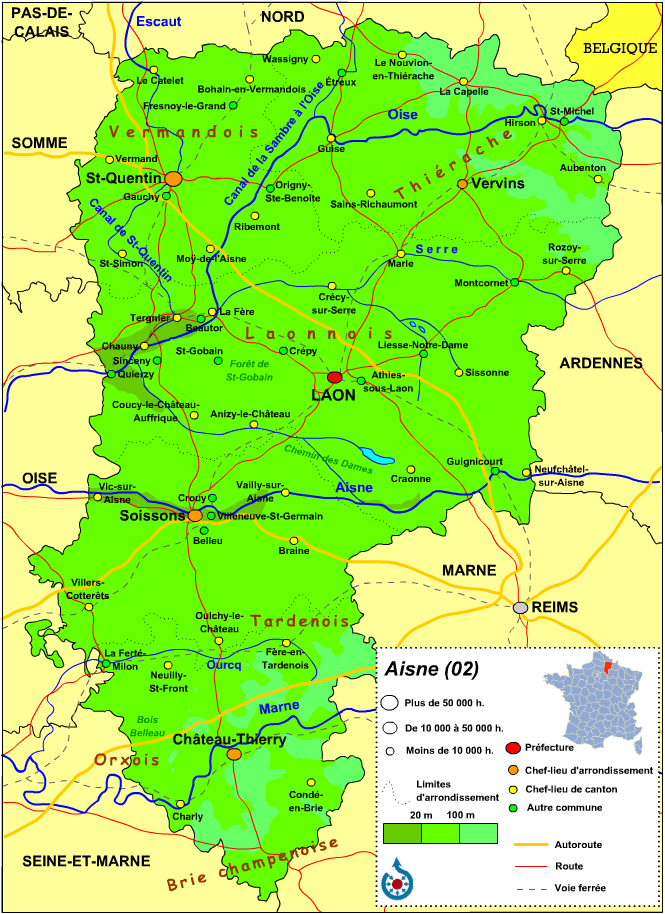
Département Aisne

Das Département grenzt im Norden an das Département Nord, im Nordosten an Belgien, im Osten an die Départements Ardennes und Marne, im Süden an das Département Seine-et-Marne und im Westen an die Départements Oise und Somme.
Bedeutende Flüsse im Département sind Aisne, Marne, Ourcq, Vesle, Somme, Oise, Serre.

## Wappen
Beschreibung: In Blau und Gold durch weißen Wellenbalken geteilt sind oben drei blaue Schrägrechtsbalken und unten ein weißer Balken mit beidseitigen goldenem Mäander.

## Geschichte
Das Département Aisne ist eines der 83 Départements, die am 4. März 1790 während der Französischen Revolution gebildet wurden. Es wurde aus Gebieten der Île-de-France (Laonnois, Soissonnais, Noyonnais, Valois), der Picardie (Thiérache, Vermandois) und der Champagne zusammengefasst. Alle Eingemeindungen sind unter Gemeindefusionen im Département Aisne zusammengefasst.
Im Verlauf des Ersten Weltkrieges (1914–1918) kam es dreimal zu größeren Kampfhandlungen am Fluss Aisne:
- 13./20. September 1914
- 16. April – 9. Mai 1917
- 27. Mai – 6. Juni 1918

Am 15. Mai 1940 drangen Truppen der Wehrmacht ins Département Aisne ein. Fünf Tage zuvor hatten sie den Westfeldzug begonnen.
Am Abend des 15. Mai erreichten sie Montcornet. Vom 17. Mai bis 10. Juni kämpften Wehrmacht-Verbände und Verbände der französischen Armee in der 'Bataille de l’Aisne' gegeneinander; die Wehrmacht gewann die Schlacht und besetzte wenige Tage später kampflos Paris. In Montcornet führte Colonel Charles de Gaulle am 17. Mai 1940 eine der vier Gegenoffensiven im Westfeldzug. 
Von 1960 bis 2015 gehörte das Département zur Region Picardie, die 2016 in der Region Hauts-de-France aufging.

## Bevölkerung
Die Bewohner des Département Aisne werden Axonais genannt.

### Demographie
Das Département Aisne enthält einige Städte von mittlerer Bedeutung, die von zahlreichen, aber oft sehr kleinen Ortschaften umgeben sind. Das Département verlor in der zweiten Hälfte des 19. Jahrhunderts einen Teil seiner Bevölkerung durch Landflucht, was durch die industrielle Entwicklung zum Teil kompensiert werden konnte. In beiden Weltkriegen besonders betroffen, hat das Département anschließend seine Bevölkerungszahl von 1900 fast wieder erreicht. Seit etwa 30 Jahren erzeugt der industrielle Niedergang eine Stagnation in der Zahl der Einwohner. Lediglich der Süden weist noch ein demographisches Wachstum aufgrund seiner Nähe zur Agglomeration von Paris auf.

### Städte
Die bevölkerungsreichsten Gemeinden des Départements Aisne sind:
| Stadt                | Einwohner (2022) | Arrondissement  |
| -------------------- | ---------------- | --------------- |
| Saint-Quentin        | 52.995           | Saint-Quentin   |
| Soissons             | 28.667           | Soissons        |
| Laon                 | 24.066           | Laon            |
| Château-Thierry      | 15.068           | Château-Thierry |
| Tergnier             | 13.261           | Laon            |
| Chauny               | 11.456           | Laon            |
| Villers-Cotterêts    | 10.376           | Soissons        |
| Hirson               | 8.565            | Vervins         |
| Bohain-en-Vermandois | 5.724            | Saint-Quentin   |
| Gauchy               | 5.197            | Saint-Quentin   |

## Verwaltungsgliederung

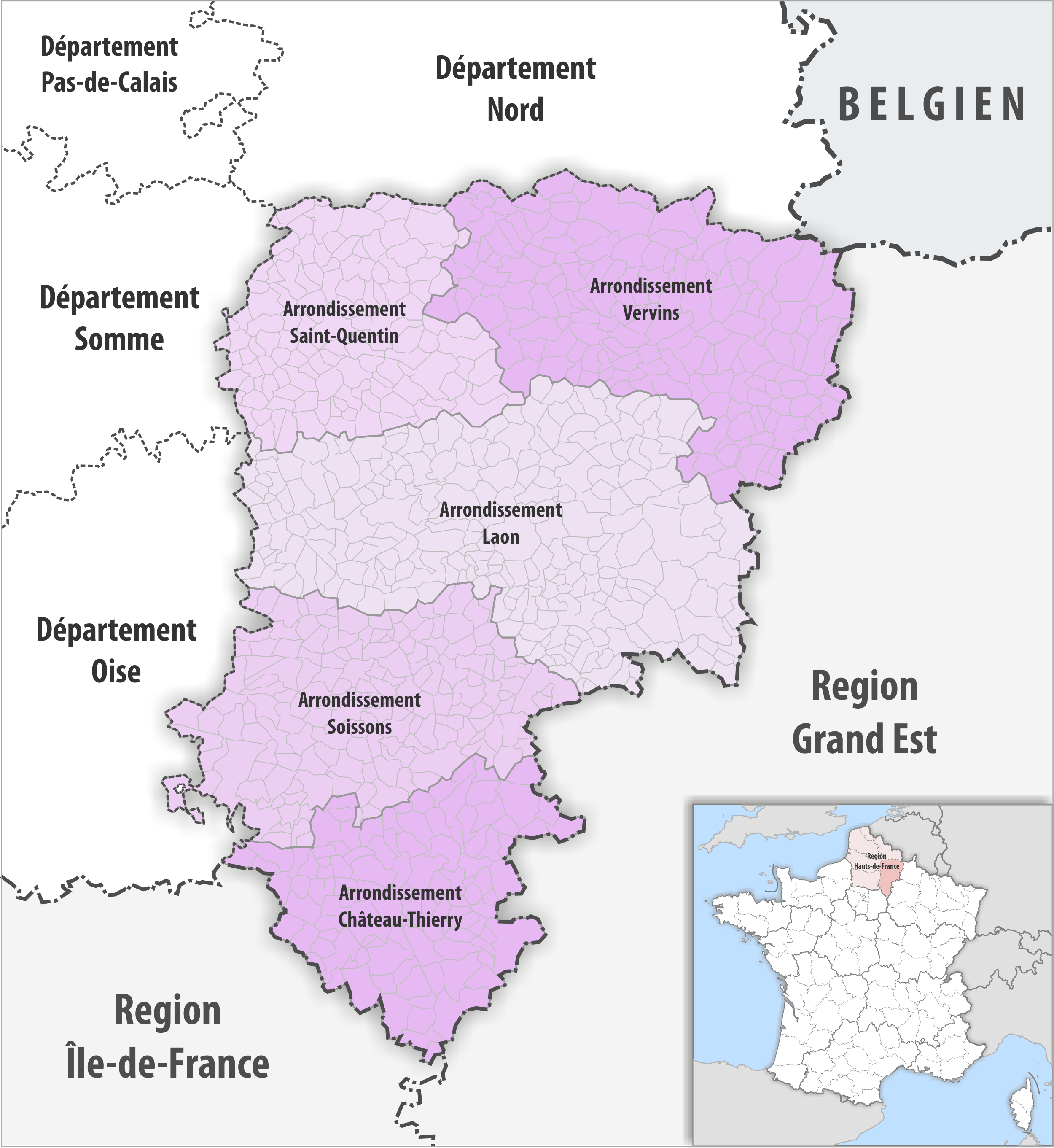
Gemeinden und Arrondissemente im Département Aisne

Das Département Aisne gliedert sich in 5 Arrondissements, 21 Kantone und 797 Gemeinden:
| Arrondissement    | Kantone | Gemeinden | Einwohner 1. Januar 2022 | Fläche km² | Dichte Einw./km² | Code INSEE |
| ----------------- | ------- | --------- | ------------------------ | ---------- | ---------------- | ---------- |
| Château-Thierry   | 4       | 108       | 69.416                   | 1.115,15   | 62               | 021        |
| Laon              | 7       | 240       | 153.495                  | 2.175,25   | 71               | 022        |
| Saint-Quentin     | 5       | 126       | 126.102                  | 1.071,17   | 118              | 023        |
| Soissons          | 5       | 163       | 107.206                  | 1.342,28   | 80               | 024        |
| Vervins           | 4       | 160       | 69.339                   | 1.657,80   | 42               | 025        |
| Département Aisne | 21      | 797       | 525.558                  | 7.361,65   | 71               | 02         |

Siehe auch:
- Liste der Gemeinden im Département Aisne
- Liste der Kantone im Département Aisne
- Liste der Gemeindeverbände im Département Aisne

## Sehenswürdigkeiten
Wie die gesamte ehemalige Region der Picardie, ist auch das Département Aisne touristisch nur wenig erschlossen. Bemerkenswert sind bei einem Besuch im Département Aisne vier Bereiche:
Wie im gesamten Osten Frankreichs gibt es eine Vielzahl von Bauwerken aus der Früh- und Hochgotik. Zu nennen sind hierbei vor allem die Kathedralen in Laon, Soissons und Saint-Quentin.
Darüber hinaus haben eine Reihe von bekannten Künstlern eine enge Bindung an den Süden des Départements. Der Fabeldichter Jean de la Fontaine ist in Château-Thierry geboren. Der Dramatiker Jean Racine in La Ferté-Milon. Der Romancier Alexandre Dumas der Ältere stammt wiederum aus Villers-Cotterêts. Die Bildhauerin und Malerin Camille Claudel, Gattin von Auguste Rodin, stammt aus Fère-en-Tardenois.
In der nordöstlichen Region der Thiérache wurden vor allem während des Achtzigjährigen Krieges viele Kirchengebäude zu Wehrkirchen ausgebaut, die sich etwa durch verstärkte Wände, Türme oder Zwischenböden als Fluchtmöglichkeiten auszeichnen. Beispiele sind die Kirchen in Englancourt oder Archon.
Betreffend die jüngere Geschichte sind vor allem die Schlachtfelder des Ersten Weltkrieges sehenswert. 2017 gedachte man im Département der 100 Jahre zurückliegenden Schlacht an der Aisne, dort besser als Schlacht des Chemin des Dames bekannt. Zentrum des Erinnerns ist die Drachenhöhle, ein von der Reichswehr ausgebauter ehemaliger Steinbruch. In der Höhle ist das tägliche Leben im Krieg und seine Unbilden sehr plastisch dargestellt.